# Championnat du Burkina Faso de football 2019-2020
Navigation
Saison précédente Saison suivante
La saison 2019-2020 du Championnat du Burkina Faso de football est la cinquante-huitième édition de la première division au Burkina Faso, organisée sous forme de poule unique, le Championnat National.
Cette édition, suspendue en mars, est officiellement annulée, le 5 mai 2020 par la FBF, en raison de la pandémie de maladie à coronavirus et après avoir également arrêté le championnat de 2e division, quelques semaines auparavant. Par conséquent, le titre national n'est pas attribué et aucune relégation n'est promulguée. En revanche, la FBF annonce que deux clubs bénéficient d'une promotion pour la saison prochaine : Saint Camille et Vitesse FC, faisant ainsi passer le Championnat à 18 clubs (au lieu de 16 précédemment). Les places attribuées pour les compétitions continentales 2020-2021 sont basées sur le classement final de la saison précédente.

## Organisation
Toutes les équipes se rencontrent deux fois au cours de la saison. En fin de saison, les deux derniers du classement sont relégués et remplacés par les deux meilleures formations de deuxième division.
Deux places en compétitions continentales sont réservées aux clubs burkinabés : le champion se qualifie pour la Ligue des champions de la CAF 2020-2021 tandis que le vainqueur de la Coupe du Burkina Faso obtient son billet pour la Coupe de la confédération 2020-2021.

## Les clubs participants
- Union sportive des Forces armées
- Étoile filante de Ouagadougou
- ASFA Yennenga
- AS SONABEL
- Racing Club de Bobo
- ASEC Koudougou - Promu en Championnat National
- Police FC
- Rail Club du Kadiogo
- Bankuy Sports
- US Ouagadougou
- Salitas FC
- Rahimo FC
- Association sportive des Douanes
- ASF Bobo-Dioulasso
- Majestic Sporting Club
- Royal Football Club - Promu en Championnat National
- Kassoum Ouédraogo Zico Académie de Football - Promu en Championnat National

### Classement définitif
| Rang | Équipe                 | Pts | J  | G  | N  | P  | Bp | Bc | Diff |
| ---- | ---------------------- | --- | -- | -- | -- | -- | -- | -- | ---- |
| 01   | Salitas FC             | 51  | 24 | 16 | 3  | 5  | 38 | 15 | +23  |
| 02   | Majestic Sporting Club | 45  | 24 | 13 | 6  | 5  | 30 | 20 | +10  |
| 03   | Rahimo FC T            | 41  | 24 | 12 | 5  | 7  | 27 | 23 | +4   |
| 04   | ASFB                   | 40  | 24 | 11 | 7  | 6  | 30 | 17 | +13  |
| 05   | AS Douanes             | 37  | 24 | 10 | 7  | 7  | 24 | 19 | +5   |
| 06   | USFA                   | 35  | 24 | 10 | 5  | 9  | 29 | 24 | +5   |
| 07   | ASFA Yennenga          | 34  | 24 | 8  | 10 | 6  | 23 | 20 | +3   |
| 08   | Racing Club de Bobo    | 32  | 24 | 8  | 8  | 8  | 22 | 21 | +1   |
| 09   | AS SONABEL             | 30  | 24 | 7  | 9  | 8  | 24 | 25 | -1   |
| 10   | Étoile filante         | 30  | 24 | 7  | 9  | 8  | 23 | 28 | -5   |
| 11   | ASEC Koudougou         | 29  | 24 | 6  | 11 | 7  | 17 | 24 | -7   |
| 12   | KOZAF P                | 28  | 24 | 7  | 7  | 10 | 19 | 24 | -5   |
| 13   | Royal FC P             | 24  | 24 | 5  | 9  | 10 | 23 | 33 | -10  |
| 14   | US Ouagadougou         | 23  | 24 | 5  | 8  | 11 | 19 | 30 | -11  |
| 15   | Rail Club du Kadiogo   | 22  | 24 | 6  | 4  | 14 | 16 | 29 | -13  |
| 16   | Police FC              | 18  | 24 | 4  | 6  | 14 | 19 | 31 | -12  |

|  | Qualification pour la Ligue des champions de la CAF 2020-2021         |
|  | Qualification pour la Coupe de la confédération 2020-2021             |
|  | T : Tenant du titre C : Vainqueur de la Coupe du Faso P : Promu de D2 |

## Bilan de la saison
| Championnat du Burkina Faso de football 2019-2020 |               |
| Champion                                          | Aucun         |
| Coupes et trophées                                |               |
| Vainqueur de la Coupe du Burkina Faso 2019-2020   | Aucun         |
| Qualifications continentales                      |               |
| Ligue des champions de la CAF 2020-2021           | Rahimo FC     |
| Coupe de la confédération 2020-2021               | Salitas FC    |
| Promotions et relégations                         |               |
| Promus en Championnat National                    | Saint Camille |
| Promus en Championnat National                    | Vitesse FC    |
| Relégués en Deuxième division                     | Aucun         |
| Relégués en Deuxième division                     | Aucun         |